# Chenār Bāshī
Chenār Bāshī (persiska: چنار باشی) är en ort i Iran.   Den ligger i provinsen Ilam, i den västra delen av landet, 500 km sydväst om huvudstaden Teheran. Chenār Bāshī ligger 1 105 meter över havet och antalet invånare är 462.
Terrängen runt Chenār Bāshī är huvudsakligen bergig, men den allra närmaste omgivningen är kuperad. Chenār Bāshī ligger nere i en dal. Runt Chenār Bāshī är det glesbefolkat, med 17 invånare per kvadratkilometer. Närmaste större samhälle är Arakvāz-e Malekshāhī, 18,7 km väster om Chenār Bāshī. Omgivningarna runt Chenār Bāshī är i huvudsak ett öppet busklandskap.